# Riveri
Ett riveri är en anläggning för att återvinna textilvaror, främst ylle, genom upparbetning, "rivning" av textilierna till spinnbara fibrer. Riverier utgjorde tidigare en viktig beståndsdel inom ylleindustrin men förekommer mycket sällan idag.